# 아데바요 아킨펜와
사히드 아데바요 아킨펜와(영어: Saheed Adebayo Akinfenwa, 1982년 5월 10일 ~ )는 더 비스트 (야수, The Beast)라는 별명으로도 잘 알려진 잉글랜드의 축구 선수이며, 현재 파버샴 타운에서 스트라이커로 활약하고 있다. 압도적인 피지컬로 잘 알려져 있다.
아킨펜와는 주로 잉글랜드 하부 리그에서 생활했으며, 리투아니아와 웨일스에서도 선수 생활을 한 바 있다. 동커스터 로버스에서 짧지만 강렬했던 활약을 바탕으로 2004년 토키 유나이티드로 이적했으며, 2005년에는 85,000 파운드의 이적료로 스완지 시티로 이적한다. 이후 밀월, 노샘프턴 타운, 질링엄에서 활약했다.
2014년 6월 20일, 아킨펜와는 풋볼 리그 2의 구단인 AFC 윔블던로 이적한다. 이후 2015년 1월 5일 리버풀과의 FA컵 경기에서 한 골을 집어넣으면서 좋은 활약을 보여줌으로 인해 이름을 알리게 되었으며, 수많은 풋볼 리그 1 구단과 메이저 리그 사커 구단들의 관심을 받았다. 이후 플리머스 아가일 2015-16 풋볼 리그 2 플레이오프 결승전 경기에서 페널티킥 득점을 성공하며 팀의 승격을 도왔다. 2016년 아킨펜와는 위컴 원더러스와 계약한다. 그리고 그는 2022년 은퇴를 선언하였다.
2023년 3월 11일, 파버샴 타운과 계약을 맺고 현역 복귀하였다.
아킨펜와는 현재 FIFA 시리즈에서 가장 강한 축구 선수로 기록되어 있다.